# 内務省 (イタリア)
内務省（ないむしょう、イタリア語: Ministero dell'Interno）は、イタリアの地方行政、治安を担当する行政機関。ヴィミナーレ宮殿に設置されている。長（閣僚）はマッテオ・ピアンテドシ。

## 概要
イタリア王国の成立宣言と同時に設立された。下部組織に国家警察、国家消防を置いている。その他、県知事の任命権を持っており内務省の職員が県知事として任命されて各県に派遣される。

## 組織
- 内務・領土問題部門
- 市民の自由と移民部門
- 公安部門
- 消防・公共救援・市民防衛部門
- 人事政策・管理・財源部門

## 歴代内務相
2001年以降の内務相は下記の通り。
|  | 内相 | 内相                             | 在任期間                       | 所属政党                | 内閣                          |
|  | ---- | -------------------------------- | ------------------------------ | ----------------------- | ----------------------------- |
|  |      | クラウディオ・スカヨーラ         | 2001年6月11日 - 2002年7月3日   | フォルツァ・イタリア    | 第2次ベルルスコーニ内閣       |
|  |      | ジュゼッペ・ピサヌ               | 2002年7月3日 - 2006年5月17日   | フォルツァ・イタリア    | 第2・第3次ベルルスコーニ内閣  |
|  |      | ジュリアーノ・アマート           | 2006年5月17日 - 2008年5月8日   | 無所属 / 民主党         | 第2次ロマーノ・プローディ内閣 |
|  |      | ロベルト・マローニ               | 2008年5月8日 - 2011年11月16日  | 北部同盟                | 第4次ベルルスコーニ内閣       |
|  |      | アンナ・マリア・カンチェリエーリ | 2011年11月16日 - 2013年4月28日 | 無所属                  | モンティ内閣                  |
|  |      | アンジェリーノ・アルファノ       | 2013年4月28日 - 2016年12月12日 | 自由の人民 / 新中道右派 | レッタ内閣 レンツィ内閣       |
|  |      | マルコ・ミンニーティ             | 2016年12月12日 - 2018年6月1日  | 民主党                  | ジェンティローニ内閣          |
|  |      | マッテオ・サルヴィーニ           | 2018年6月1日 - 2019年9月5日    | 同盟                    | 第1次コンテ内閣               |
|  |      | ルチアーナ・ラモルゲーゼ         | 2019年9月50日 - 2022年10月22日 | 無所属                  | 第2次コンテ内閣 ドラギ内閣    |
|  |      | マッテオ・ピアンテドシ           | 2022年10月22日 -               | 無所属                  | メローニ内閣                  |